# Junip
Junip es una banda sueca de rock fundada en Gotemburgo en 1999. Formada por José González, Elías Araya y Tobias Winterkorn, no fue hasta 2005 cuando publicaron su primer trabajo, el EP Black Refuge, tras haber publicado un sencillo en el año 2000 con el nombre de "Straight Lines". Tras un parón de cinco años, en el que González se dedicó a su carrera en solitario, retornaron en 2010 con el disco Fields, seguido en 2013 por otro álbum, Junip.

## Miembros
- José González - voz y guitarra
- Elías Araya - batería
- Tobias Winterkorn - sintetizador y teclados

## Discografía
Álbumes de estudio
- Fields (2010)
- Junip (2013)

EP
- Black Refuge (2005)
- Rope & Summit (2010)
- In Every Direction (2011)

Sencillos
- "Straight Lines" (2000)
- "Always" (2010)
- "Line of Fire" (2013)
- "Your Life Your Call" (2013)